# Dsidsia (könyvszereplő)
Gárdonyi Géza: Láthatatlan ember című regényében tűnik fel Dsidsia (5. század körül) a rabszolgalány, aki a könyv főszereplőjébe Zétába a görög ifjúba lesz szerelmes. Bár Zéta eleinte hidegen elutasítja a lányt, később megenyhül.

## Élete
|  | Alább a cselekmény részletei következnek! |

Dsidsia nagy valószínűséggel a hunok egyik hadjárata során esett fogságba, és nagyon fiatal korában (3-4 évesen) került Csáth a hun főúr házába. Hamar megtanult hunul, és szinte az első pillantástól kezdve szerelmes volt Zétába.
Mikor Zéta, a görög ifjú Csáth úr házához kerül, Dsidsia többször is próbál közel kerülni hozzá, de a fiú legtöbbször hidegen elutasítja. Mivel ő Emőke, egy hun főúr leánya iránt érez szerelmet. A kislány azonban nem adja fel, bár Zéta többször is felelősségre vonja és megbántja, olyannyira szerelmes belé, hogy ezt fel sem veszi. Egy alkalommal még egy szál rózsát is dob Zétának, aki azt hiszi Emőkétől kapja. Ez a későbbiekben hatalmas bonyadalmat okoz, mivel többek között Zéta azért szökik vissza hogy kiderítse ki dobta neki a rózsát.
Dsidsia több alkalommal is bebizonyítja, hogy gondoskodó és szeretetre méltó ember. Amikor Csáth főúr rájön egy csalásra Zéta hamis levelével kapcsolatban, és eltöri a görög fiú kezét, Dsidsia lesz a legfőbb ápolója, folyamatosan a fiú mellett virraszt. Zéta amint visszatér eszmélete, el is zavarja a lányt, de később bűntudata lesz.
Mikor Zéta visszatér a hunok hadjáratából újra kapcsolatba kerül Dsidsiával. Atilla király halálát követően félreértés következtében meggyilkolják Zéta szerelmét, Emőkét. Ezek után Zéta rájön, hogy micsoda csodálatos, nő Dsidsia, mellette virrasztott mikor beteg volt, mindig támogatta problémáiban stb. A történet végén a lány álma valóra válik, és Zétával kettesben hazaköltözik a Keletrómai Birodalomba...
|  | Itt a vége a cselekmény részletezésének! |